# Tapeinia pumila
Tapeinia pumila är en irisväxtart som först beskrevs av Johann Georg Adam Forster, och fick sitt nu gällande namn av Henri Ernest Baillon. Tapeinia pumila ingår i släktet Tapeinia och familjen irisväxter. Inga underarter finns listade i Catalogue of Life.